# Wenonah (Nueva Jersey)
Wenonah es un borough ubicado en el condado de Gloucester, Nueva Jersey, Estados Unidos. Tiene una población estimada, en 2021, de 2315 habitantes.

## Geografía
La localidad está ubicada en las coordenadas 39°47′31″N 75°8′54″O / 39.79194, -75.14833 (39.792001, -75.148216).

## Demografía
Según la Oficina del Censo, en 2000 los ingresos medios de los hogares de la localidad eran de $71,625 y los ingresos medios de las familias eran de $82,505. Los hombres tenían ingresos medios por $57,381 frente a los $37,500 que percibían las mujeres. Los ingresos per cápita para la localidad eran de $34,116. Alrededor del 2.5% de la población estaba por debajo del umbral de pobreza.
De acuerdo con la estimación 2017-2021 de la Oficina del Censo, los ingresos medios de los hogares de la localidad son de $116,750 y los ingresos medios de las familias son de $148,750. Alrededor del 0.5% de la población está por debajo del umbral de pobreza.